# Kafountine
Kafountine est un village du Sénégal situé en Basse-Casamance. C'est le chef-lieu de la communauté rurale de Kafountine, dans l'ancien arrondissement de Diouloulou, le département de Bignona et la région de Ziguinchor.

## Histoire
Le 9 février 1992 un Convair CV-640le s'est écrasé près de Kafountine, provoquant la mort de 28 touristes.
En 2003, le puits d'eau douce de Kafountine a été inscrit sur la liste des Monuments historiques.

## Géographie

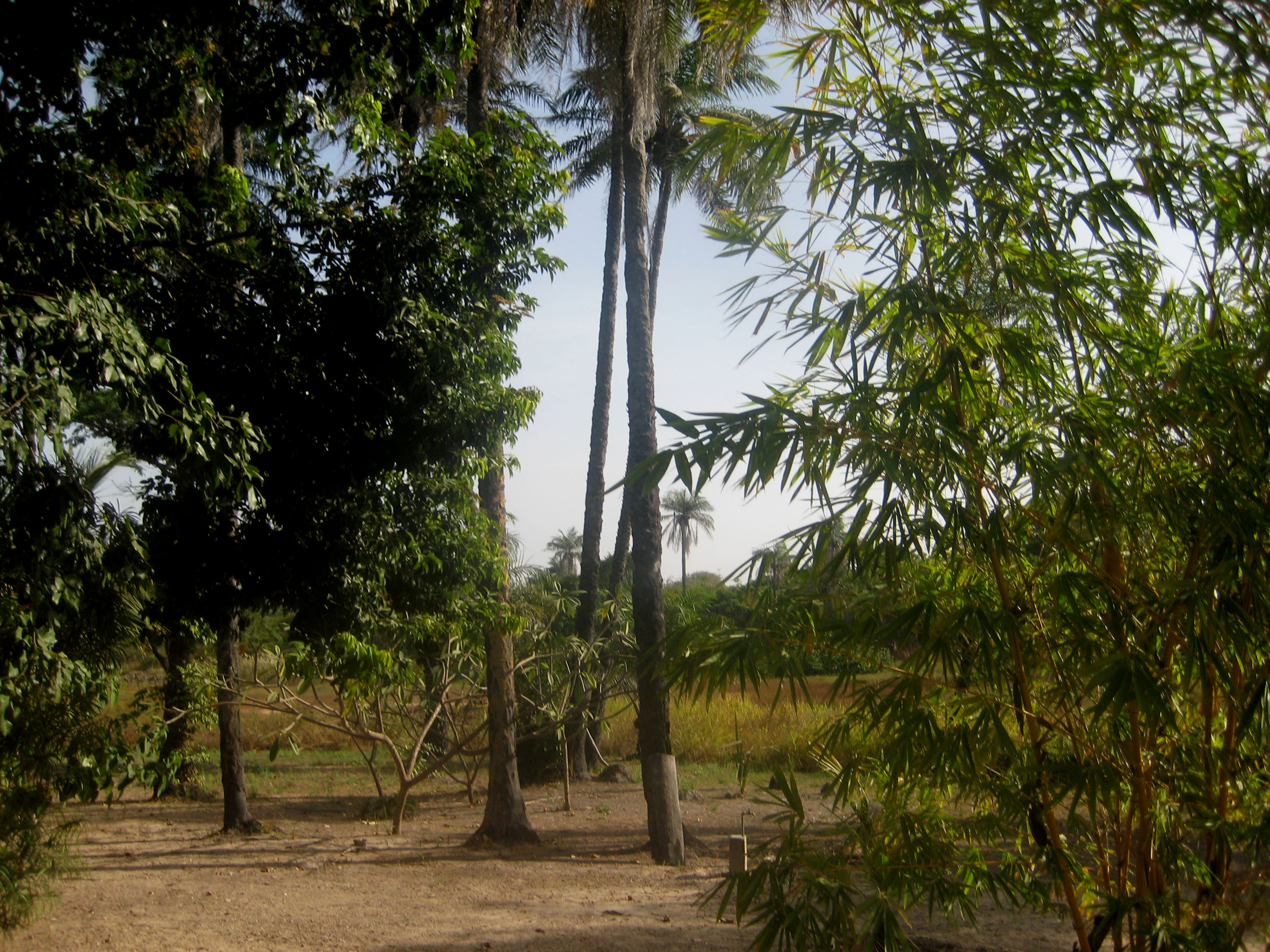
Un cadre de verdure

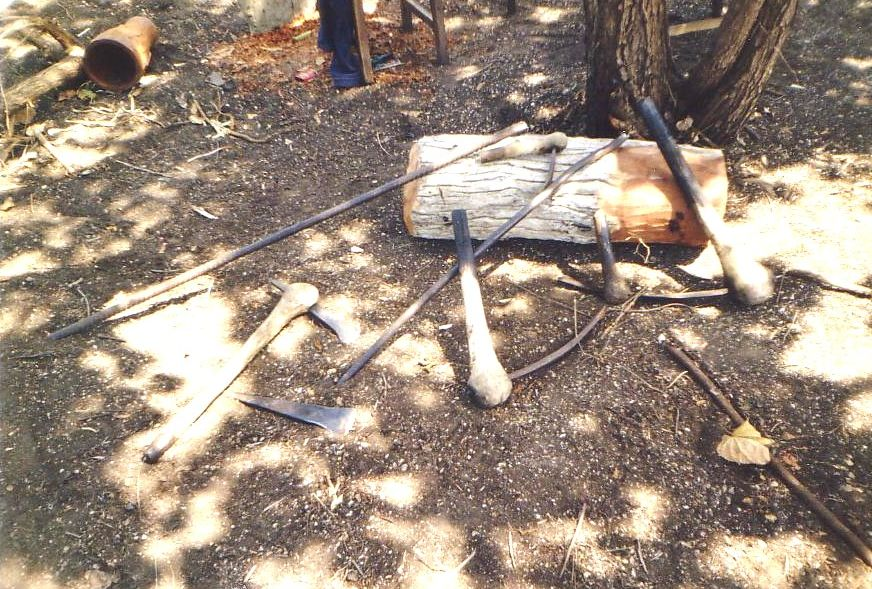
Fabrication d'un sabar près de Kafountine

Les localités les plus proches sont Albadar, Abéné, Diannah, Kouba, Mantate, Hillol, Kassel, Boune, Boko, Saloulou, Kailo, Niomoune, Haer, Hitou, Diogué et kolomba.

### Population
Lors du dernier recensement (2002), Kafountine comptait 4 203 habitants et 585 ménages.
C'est une région où l'on parle encore le karone, une langue bak, diola.

### Activités économiques
Le village vit traditionnellement de la pêche et de la riziculture, mais le tourisme se développe rapidement grâce à la plage le long des filaos et de nombreux campements ont été aménagés, notamment autour de l'écotourisme.
Kafountine est aussi le point de départ d'excursions en pirogue vers les îles Karones à travers une épaisse mangrove formant un labyrinthe inextricable, une espèce d'Amazonie africaine. Il faut noter aussi que cette communauté a besoin d'aide sur tous les plans surtout le village de Colomba car ce petit village est complètement délaissé.[réf. nécessaire]

## Partenariats et jumelages
Yzeure (France)